# Ascoli Calcio 1898 F.C.
Ascoli Calcio 1898 FC, thường được gọi là Ascoli, là một câu lạc bộ bóng đá Ý có trụ sở tại Ascoli Piceno, Marche. Câu lạc bộ được thành lập vào năm 1898, đã trở lại sau hai mùa giải ở Serie A và tám ở Serie B. Ascoli đã chơi ở Serie A trong các giai đoạn 1974–1976, 1978–1985, 1986–1990, 1991–1992, và 2005–2007.
Đội bóng thường chơi trong trang phục sọc đen trắng  dọc.

## Lịch sử
Được thành lập vào năm 1898 với tên gọi "Candido Augusto Vecchi", đội đã đổi tên thành Ascoli Vigor vào năm 1905, US Ascolana năm 1921 và AS Ascoli vào năm 1945. Năm 1955, đội đã được mua lại và cứu khỏi sự phá sản nhờ vào ông trùm Cino Del Duca, người đã sáp nhập đội bóng với đội của chính mình tạo thành "Del Duca Ascoli". Sân vận động vẫn mang tên của ông ấy và anh trai của ông ấy. Năm 1959, đội cuối cùng đã trở lại Serie C lần đầu tiên kể từ trước khi bắt đầu Thế chiến II. Năm 1971, dưới sự chủ trì của Costantino Rozzi, người đã mua lại đội ba năm trước đó, đội đã đổi tên thành tên hiện tại, cuối cùng được biết đến với cái tên Ascoli Calcio 1898. Từ năm đó, đội bóng, do Carlo Mazzone dẫn dắt với tư cách là huấn luyện viên, đã có được hai lần thăng hạng liên tiếp, lần đầu tiên được thăng hạng ở Serie B, và sau đó là Serie A. Đội đã ở lại Serie A hai mùa trước khi một lần nữa xuống hạng Serie B.
Ascoli trở lại Serie A vào năm 1978 và tận hưởng nhiệm kỳ bảy năm ở giải đấu hàng đầu, trong thời gian đó họ đã cố gắng hoàn thành vị trí thứ 4 đáng ngạc nhiên vào năm 1980 và thứ 6 năm 1982. Một số cầu thủ đáng chú ý nhất dưới sự quản lý của Mazzone và Giovan Battista Fabbri bao gồm Adelio Moro, Alessandro Scanziani, Gianfranco Bellotto, Walter Novellino và Andrea Mandorlini, cũng như Walter De Vecchi và Giuseppe Greco. Sau khi xuống hạng năm 1985, câu lạc bộ ngay lập tức bị trả về và ở lại thêm bốn năm. Một lần trở lại Serie A tiếp theo vào năm 1991 nhưng điều này chỉ kéo dài một mùa. Sau khi bỏ lỡ cơ hội thăng hạng trong hai năm, câu lạc bộ đã đi xuống và xuống hạng Serie C1 vào năm 1995. Họ sẽ ở lại đó trong bảy mùa, trở lại B với tư cách là nhà vô địch Serie C1 / B năm 2002.
Vào tháng 8 năm 2005, sau bản án xuống hạng từ Serie A cho cả Genoa và Torino tương ứng do gian lận và rắc rối tài chính, Ascoli, đội có được một vị trí trong trận đấu thăng hạng Serie B mùa trước dưới thời HLV Marco Giampaolo, đã được nhận vào Serie A để lấp chỗ trống. Sau đó đội hoàn thành ở vị trí 12. Sau khi kết thúc mùa giải, Giampaolo, người nổi tiếng là một trong những huấn luyện viên trẻ tốt nhất của Ý, đã từ chức, được thay thế bởi Attilio Tesser cho mùa giải 2006/2007. Tesser, không thể có được kết quả tốt trong thời gian thi đấu với Ascoli, đã bị sa thải sau trận thua 1-0 tại sân nhà trước Empoli FC trong trận đấu thứ 11, và được thay thế bởi huấn luyện viên kỳ cựu Nedo Sonetti.
Ascoli là đội đầu tiên chính thức xuống hạng Serie B cho mùa giải 2007 2007 sau khi thua 1-0 trước Torino FC vào ngày 7 tháng 5 năm 2007. Họ đã kết thúc mùa giải ở vị trí thứ mười chín, hơn một điểm so với Messina ở vị trí cuối cùng.
Tiền đạo người Đức Oliver Bierhoff bắt đầu kinh nghiệm huấn luyện của mình trong bóng đá Ý với Ascoli.

### Sự thành công
Mặc dù từ một thành phố nhỏ 50.000 người, Ascoli đã có thể vượt quá mong đợi của họ. Ascoli đã thi đấu 16 mùa giải ở Serie A kể từ năm 1974, với vị trí thứ 4 và thứ 6 đáng kinh ngạc tương ứng trong các mùa 1979-80 và 1981-82.
Để bổ sung cho thành công của Ascoli tại Serie A, câu lạc bộ cũng đã đạt được 2 Cadetti (Giải vô địch Serie B) vào năm 1977. Mùa giải 1977-78 mang lại chức vô địch kỷ lục với việc đạt được 61 điểm (2 điểm cho một chiến thắng). Ascoli đã thi đấu ở Serie B 13 lần, với tổng cộng 5 mùa thăng hạng.
Ascoli đã lên đường đến Serie B chỉ với hai mùa chiến thắng ở Serie C và C1B. Đó là vào năm 1971-72 và 2001-.02.
Một trong những thành công khác của Ascoli là, đối với một thành phố 50.000 người, số người tham dự tại nhà kỷ lục của họ đã đạt 36.500, tương đương với hơn 70% dân số của thành phố. Ở Serie A, điều này đã được nhìn thấy trong trận đấu với Juventus và mùa giải nổi tiếng vào năm 1982 Tuy nhiên, với những hạn chế về sân vận động được giới thiệu kể từ đó, số người tham dự tối đa được phép trong Stadio Cino e Lillo Del Duca hiện là 21.000-24.000. Tuy nhiên, khi được lấp đầy, nó vẫn là một thành tựu đáng kinh ngạc cho một thành phố nhỏ như vậy.
Thành công khác là ở Cup Mitropa năm 1986-87, Thử thách Capodanno và Cup Lá đỏ. Ascoli cũng là những người vào chung kết ở Anglo-Italia Cup, trong mùa giải trước của Ascoli ở Serie B 1994-95, trước khi Ascoli ở Serie C1 trước khi trở lại Serie B cho mùa giải 2002-03.
Dưới triều đại của vị chủ tịch vĩ đại của Ascoli Calcio - Costantino Rozzi, Ascoli đã thi đấu 14 trong số 16 mùa giải tuyệt vời của họ ở Serie A, một lần nữa một thành tích đáng kinh ngạc từ một câu lạc bộ đã từng chơi ở khu vực Marche. Không chỉ điều này, mà Rozzi còn có thể thực hiện những cầu thủ được sinh ra và lớn lên thông qua hàng ngũ của Ascoli. Vào giữa đến cuối những năm 1980, Giuseppe Iachini, Domenico Agostini, Giuseppe Carillo và Lorenzo Scarafoni, giúp Ascoli đảm bảo trở lại Serie A và sống sót ở mùa giải tiếp theo. Khi Iachini rời Agostini, Carillo và Scarafoni, là những người đầu tiên của đội cũng như Marino Fioravanti và Antonio Aloisi trên băng ghế dự bị. Aloisi tiếp tục thi đấu trong nhiều mùa giải cho Ascoli.
Một thành công khác là Carlo Mazzone, từng là trung tâm của hàng phòng ngự của Del Duca Ascoli khi chơi 9 mùa, đã dẫn dắt Ascoli trong 10 mùa giải nữa với tư cách là huấn luyện viên. Mazzone đã đưa Ascoli từ Serie C đến Serie A, bao gồm cả cú dứt điểm ở vị trí thứ sáu của Ascoli vào năm 1981.

### Phá sản và tái sinh
Trong mùa giải 2013-14 Lega Pro Prima Divisione, Tòa án của Ascoli Piceno tuyên bố phá sản câu lạc bộ. Tòa án cũng ước tính giá trị còn lại của tài sản câu lạc bộ là 862.000 €. Một công ty mới, Ascoli Picchio FC 1898 đấu thầu thành công các tài sản. FIGC cũng chấp nhận kết nạp công ty mới vào mùa giải mới mà không xuống hạng.
Vào giữa năm 2015, Ascoli, ban đầu là á quân trong khi Teramo đứng đầu năm 2014-15 Lega Pro, đã được tuyên bố là nhà vô địch của bảng B và thăng hạng sau khi Teramo xuống hạng vì dính líu đến vụ bê bối bóng đá Ý năm 2015.
Vào ngày 14 tháng 6 năm 2018, chủ tịch câu lạc bộ Francesco Bellini, sau lần đầu tiên tuyên bố bán câu lạc bộ, và đã nhận được một số lời đề nghị từ các chủ sở hữu tiềm năng, đã chấp nhận lời đề nghị của một doanh nhân La Mã của Bricofer Group, Massimo Pulcinelli. Vào ngày 18 tháng 7 năm 2018, câu lạc bộ đã chính thức được đổi tên thành Ascoli Calcio 1898 F.C S.p.A. trước mùa giải 2018-19 sắp tới.

## Cổ động viên

### Đối thủ
Trận derby lớn nhất ở Marche là giữa Ascoli và Sambenedettese (Samb, Samba), mặc dù trận derby với Ancona được biết đến nhiều hơn. Lần cuối cùng "trận derby" được chơi giữa Ascoli và Sambenedettese trong một mùa giải là vào năm 1986. San Benedetto del Tronto là một thành phố thuộc tỉnh Ascoli Piceno và chỉ cách thành phố Ascoli Piceno 20 phút; trận derby được thúc đẩy bởi niềm tự hào và sự ganh đua mãnh liệt của cả hai bên, và vẫn nồng nàn bất chấp thời gian kể từ lần cuối cùng được chơi.
Trận derby Ancona là trận thứ hai lớn nhất; Ancona và Ascoli là hai câu lạc bộ thành công nhất của Marche. Sự cạnh tranh này bắt nguồn một phần từ việc Ancona là thủ đô của Marche, nhưng Ascoli (Asculum) là thủ đô của Picenun cổ đại. Trận chiến giữa Ascolani và Anconetani rất căng thẳng, và có rất nhiều cuộc chiến để trở thành La Regina Delle Marche (nữ hoàng của Marche).
Fermana là trận derby đáng kể của Ascoli; cả hai đội được đặt gần nhau trong Tỉnh Ascoli Piceno, cùng với San Benedetto del Tronto. Mặc dù thực tế là Fermana trong lịch sử yếu hơn so với Ascoli, đây vẫn là một trận derby cho Ascolani và Fermani, với cả hai cổ động viên không muốn thua trận đấu này.
Các đối thủ khác bao gồm Livorno, Verona, Pescara và Inter.

## Sân vận động
Ascoli chơi các trận đấu trên sân nhà của họ với sức chứa 20.550, Stadio Cino e Lillo Del Duca, nằm ở ngoại ô của Ascoli Piceno.

## Danh hiệu
- Serie B:
  - Vô địch (2): 1977-78, 1985-86
- Serie C / Lega Pro:
  - Vô địch (2): 1971-72, 2014-15
- Supercoppa di Serie C1:
  - Vô địch(1): 2001-02

## Thành tích
- Kết thúc cao nhất: thứ 5 tại Serie A, 1979-80
- Chiến thắng giải đấu: 4-1 v Avellino, 1983-84
- Thất bại ở giải đấu: 7-0 v Juventus, 1983-84

## Cầu thủ

### Đội hình hiện tại
Tính đến ngày 1/2/2024
| Số | VT | Quốc gia | Cầu thủ                                  |
| -- | -- | -------- | ---------------------------------------- |
| 2  | TM | Ý        | Emiliano Viviano                         |
| 3  | HV | Ý        | Valerio Mantovani                        |
| 6  | TV | Albania  | Erdis Kraja (mượn từ Atalanta)           |
| 7  | TĐ | Pháp     | Karim Zedadka (mượn từ Swift Hesperange) |
| 8  | TV | Ý        | Samuel Giovane (mượn từ Atalanta)        |
| 10 | TV | Ý        | Fabrizio Caligara                        |
| 11 | TĐ | Phần Lan | Jeremiah Streng (mượn từ SJK)            |
| 12 | TM | Ý        | Luca Bolletta                            |
| 13 | HV | Ý        | Raffaele Celia                           |
| 14 | HV | Ý        | Danilo Quaranta                          |
| 15 | TĐ | Ý        | Simone D'Uffizi                          |
| 16 | HV | Phần Lan | Sauli Väisänen (mượn từ OB)              |
| 17 | HV | Ý        | Claud Adjapong                           |
| 18 | TV | Ý        | Francesco Di Tacchio (mượn từ Südtirol)  |
| 20 | TV | Ý        | Tommaso Milanese (mượn từ Cremonese)     |

| Số | VT | Quốc gia               | Cầu thủ                           |
| -- | -- | ---------------------- | --------------------------------- |
| 22 | TM | Ý                      | Giulio Mengucci                   |
| 23 | TV | Ý                      | Marcello Falzerano                |
| 26 | HV | Croatia                | Luka Bogdan (mượn từ Ternana)     |
| 29 | TĐ | Slovakia               | Dávid Ďuriš (mượn từ Žilina)      |
| 30 | TĐ | Bắc Macedonia          | Ilija Nestorovski                 |
| 32 | TM | Colombia               | Devis Vásquez (mượn từ AC Milan)  |
| 33 | HV | Brasil                 | Eric Botteghin                    |
| 40 | HV | Cộng hòa Dân chủ Congo | Brian Bayeye (mượn từ Torino)     |
| 41 | TV | Ý                      | Luca Valzania (mượn từ Cremonese) |
| 44 | HV | Slovenia               | Aljaž Tavčar                      |
| 54 | HV | Ý                      | Nicola Falasco                    |
| 55 | HV | Ý                      | Giuseppe Bellusci                 |
| 73 | TV | Ý                      | Patrizio Masini (mượn từ Genoa)   |
| 90 | TĐ | Bồ Đào Nha             | Pedro Mendes                      |
| 99 | TĐ | Tây Ban Nha            | Pablo Rodríguez (mượn từ Lecce)   |

### Cho mượn
Ghi chú: Quốc kỳ chỉ đội tuyển quốc gia được xác định rõ trong điều lệ tư cách FIFA. Các cầu thủ có thể giữ hơn một quốc tịch ngoài FIFA.
| Số | VT | Quốc gia | Cầu thủ                                       |
| -- | -- | -------- | --------------------------------------------- |
| —  | TM | Ý        | Davide Barosi (tại Cerignola đến 30/6/2024)   |
| —  | TM | Ý        | Andrea Mancini (tại Fermana đến 30/6/2024)    |
| —  | TĐ | Ý        | Francesco Forte (tại Cosenza đến 30/6/2024)}} |

| Số | VT | Quốc gia | Cầu thủ                                           |
| -- | -- | -------- | ------------------------------------------------- |
| —  | TĐ | Ý        | Filippo Palazzino (tại Monterosi đến 30/6/2024)}} |
| —  | TĐ | Ý        | Alessio Re (tại Recanatese đến 30/6/2024)}}       |